# Свінтіла
Свінтіла (Swinþila; близько 588 — між 633 та 635) — король вестготів та свевів в Іспанії, Септиманії та Галеції у 621—631 роках.

## Життєпис

### Молоді роки
Походив з Септиманської династії. Син короля Реккареда I і франкської принцеси Хлодосвінти Австразійської. Після повалення брата-короля Ліуви II у 603 році вимушений був на деякий час залишити двір і, можливо, переховуватися, оскільки був єдиним законним спадкоємцем трону. Повернувся до Толедо після сходження на трон Гундемара у 610 році.
За короля Сісебута відбулося зміцнення становища Свінтіли, оскільки король був одружений зі зведеною сестрою Свінтіли. Останній отримав посаду герцога (військовика). У 610-х роках він з успіхом діяв у Кантабрії, де приборкав тамтешнє плем'я рукконів. Після цього у 615 р. рушив проти візантійських володінь на Піренейському півострові, завдавши поразки наміснику Цезарію.
Після смерті Сісебута (у 621 р.) разом із сестрою та дружиною, яка була донькою Сісебута, опікувався малолітнім королем Реккаредом II. Внаслідок раптової смерті останнього у квітні 621-го, зійшов на вестготський трон.

### Королювання

#### Зовнішня політика
Насамперед новий король поставив за мету повністю звільнити Піренейський півострів від візантійців. Свінтіла у 621 році розпочав нову війну і захопив усі міста, які візантійське військо утримувало в Іспанії — від Валенсії до Кадіса. У цій війні він полонив двох намісників візантійців, одного хитрістю, іншого силою.
Війна завершилися близько 625 року, взяттям і руйнуванням Картахени, останнього оплоту візантійців на території Піренейського півострова. Таким чином, Свінтіла став, за словами Ісидора, першим королем, що «панував над усією Іспанією по цей бік від Гібралтарської протоки». Мосарабська хроніка також зазначає: «Його війна з римлянами завершилася стрімкою перемогою, і він заволодів усією Іспанією». Проте Септем (сучасна Сеута) і Тінгіс (сучасний Танжер), що на африканському узбережжі Гібралтарської протоки, а також Балеарські острови залишалися візантійськими.
Разом з цією війною вестготському королю довелося відбивати напади басків на Тарраконську Іспанію. Свінтіла у 622 році успішно воював з ними, змусив цих горян підкоритися своєї влади, видати заручників, а також на власні кошти й власноруч побудувати місто з фортецею Ологік (сучасна Оліте в Наваррі), куди було спрямовано вестготську залогу.

#### Внутрішня політика
Намагався посилити королівську владу і обмежити вплив світських магнатів і вищого духовенства. З метою зміцнення престолу Свінтіла призначив співправителем свого сина Ріккімера (або Ріцимера). Але той незабаром помер. Не збереглося навіть монет спільного правління Свінтіли і Ріккімера.
Водночас король Свінтіла продовжив антиюдейську політику Сісебута, хоча дещо пом'якшив її. Це дозволило частини юдеїв, що емігрували до Африки та Галлії, повернутися до Іспанії.
Політика Свінтілу, спрямована на урізання прав знаті, викликала їхню протидію. У 631 році проти Свінтіли виступила частина знаті під орудою Сісенанда, яка закликала на допомогу франків. В обмін на допомогу Сісенанд обіцяв дати королю франків Дагоберту I зі скарбниці вестготів золоту таріль вагою в майже 230 кг.
Як тільки в Іспанії стало відомо, що франки йдуть на допомогу Сісенанду, усе вестготське військо перейшла на його бік. Ледве франкські військовики дійшли до Сарагоси, як це місто здалося Сісенанду, а потім і готи королівства оголосили Сісенанда королем. Свінтілу було повалено, від нього відвернувся навіть його брат Гейла. Бунтівники попрямували до столиці, Толедо, де Сісенанда було оголошено королем. Свінтілу змусили зректися престолу.

### Останні роки
Два роки він перебував у в'язниці, а після того як IV Толедський собор у 633 році узаконив проголошення нового короля, поваленого короля разом з дружиною і дітьми було відправлено на заслання, де той помер між 633 та 635 роками.

## Характеристика
За словами Ісидора Севільського «крім військової слави, у Свінтіли було багато інших істинно королівських чеснот: віра, розсудливість, працьовитість, глибокі пізнання в юридичних справах й рішучість в управлінні. У своїй щедрості він був великодушний до всіх, і милосердний до бідних і нужденних. Таким чином, він був не просто правителем народу, але також міг називатися батьком стражденних».
У свою чергу франкський хроніст Фредегар зазначав, що «Свінтіла був дуже брутальним зі своїми наближеними і його ненавиділи усі знатні люди свого королівства».

## Родина
Дружина — Теодора, донька короля Сісебута.
Діти:
- Луівігота (620-після 662), дружина короля Ервіґа
- Ріккімер (621—631), співкороль